# Трифонов день
Три́фонов день — день в народном календаре славян, приходящийся на 1 (14) февраля; полупраздник[прояснить] у восточных и южных славян, связанный с приближением весны. Особо широко отмечается в Болгарии, Северной Македонии и Сербии, где имеет характер праздника с многочисленными обрядами. Считается предвесенним праздником виноградарей, поскольку святой Трифон считается их покровителем. У русских он выступал в роли покровителя охотников на пернатую дичь. У южных славян первые три дня февраля (Трифонов день, Сретенье, день святого Симеона) считаются рубежом между зимой и весной.

## Другие названия
рус. Трифон, Трифоны Перезимники, Трифон Звездистый, Трифон с кошкой, День Трифона — заклинателя мышей, Трифон-мороз, Трифон Перезимник, Звездопад, Мышегон, Предпразднество Сретения; бел. Грамнічны бацька; болг. Три́фун Зареза́н, Три́фоновден, Св. Три́фон, Три́фун Зарезо́й, Трифон пия́ница, Трифон чи́пият (курносый), Зарезановден; серб. Свети Тривун, Свети Трива, Свети Трипо, Трипун-пиjаница, Трифон Орезач, Заризој, Триша.
В этот день православными славянами почитаются в том числе Трифон Никейский и Пётр Галатийский, чьи имена присутствуют в названиях дня.

## Трифон мышегон
Святому Трифону молятся при нападении вредителей на посевы и насаждения. В числе прочих недугов и напастей святому молятся о покровительстве семейного очага, любви и мира супругов, в скорби, в грусти и унынии, о хороших женихах и невестах, об избавлении от храпа, глазных болезней, о прогнании лукавых духов от человека, об избавлении от чародеяний.
На Руси на Трифона мышей и мышарники заговаривали. Мышарники — это места, где мыши находили себе пропитание и тепло.
Шёл знахарь со своей кошкой к стогам с мышарниками. Там он вынимал из средины заклинаемого стога по снопу (или по клоку, если дело идёт о сене) со всех четырёх сторон, «с четырёх ветров», бережно складывает всё это в кучу — с особыми нашёптываниями — и несёт в избу к пригласившему его домохозяину. Здесь принесённое помещается в чисто-начисто выметенную, жарко натопленную перед тем печь и разжигается накаленною докрасна кочергою. Остающаяся после сожжённых снопов или клочков сена зола тщательно выгребается и переносится на гумно, где и всыпается в те места, откуда были вынуты снопы. Знахарь, всыпав золу в надлежащие места, читал специальные заговоры. Считалось, что после этого уводил их мышиный царь прочь.
Трифону сельские девицы молились о женихах — вероятно потому, что февраль — свадебный месяц.
Примечали погоду в этот вечер: если небо будет звёздным, то считали, что зима ещё долго продолжится и весна будет поздняя.

## Трифон Зарезан

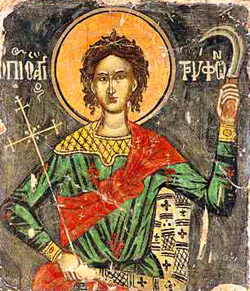
Св. Трифон с ножом для подрезки виноградной лозы. Икона XVIII в., Сербия

В Болгарии, Македонии и восточной Сербии праздник назван народом Зарезан или Орезач, так как отмечается во время первой обрезки виноградника. У южных славян широко распространено предание о Трифоне и Богородице, которой посвящён следующий день и которые считались братом и сестрой. По легенде Богородица прокляла Трифона за оскорбление, нанесённое ей и младенцу по дороге в церковь, после чего святой отрезал себе нос. Есть и иная версия: Трифона называют Зарезаном, потому что когда он подрезал лозу, будучи порядком выпивши, вместо лозы порезал себе нос. Поэтому другое народное название — Трифон-пьяница. Праздник входит в цикл трёх последовательных дней, известных как Трифунцы (1, 2, 3 февраля).
На Трифона в болгарских храмах звучит особая молитва. В ней прихожане называются «лозой Господней», а мольба обращается о том, чтобы «благодать снизошла на каждую лозу», то есть на каждого прихожанина. В храмах освящается вода, в некоторых местах, читают специальную молитву от вредителей.
В этот день вино льётся без ограничений. На трапезу каждый несёт флягу с вином, в которую опускаются виноградные веточки. В конце угощения развеселившиеся и хорошо угостившиеся мужчины отправляются в село. В соответствии с обрядом обходят дома, где их снова угощают вином. «Царя» несут на руках, при этом постоянно поливая вином. «Как вино льётся, так пусть лозы растут», — приговаривают все.
В церковной живописи сербских и болгарских этнических районов святой изображается в виде юноши, который держит специальный нож для подрезания лозы. Болгарский праздник виноградарей считается остатком культа фригийско-фракийского бога плодородия и природы Сабазия (Диониса). Болгары про этот день говорят: «Св. Трифон вкладывает голову в землю и она начинает согреваться» (болг. Св. Трифон забива главата си в земята и по този начин я затопля), то есть с этого дня природа начинает готовиться к весне.

## Поговорки и приметы
- Какова погода в первый день февраля, таков и весь февраль[25].
- Начало февраля погоже — весну жди раннюю, пригожую[26].
- На Трифона звездисто — весна поздняя[27].
- На Трифона звёзд много — весне длинная дорога[8].
- Если на небе покажется много звёзд, то зима ещё долго продлится и весна будет поздняя[28].
- На Трифона заговаривают мышей, чтобы не портили скирды с хлебом[29].